# 张琳 (翻译家)
张琳（1931年—），原名张永生，笔名鲁陶，山东定陶人，毕业于北京大学东语系朝鲜语专业，中国大陆翻译家，中国作家协会成员。

## 笔名
张琳的笔名鲁陶，是以他的出生地而命名，“山东省”简称“鲁”，“定陶县”中有“陶”，合在一起是“鲁陶”。

## 生平
1931年，张琳出生在山东省定陶县。
1955年，张琳从北京大学东语系朝鲜语专业毕业，毕业后，张琳在华东大学、山东大学担任教师，后调到人民文学出版社。
1958年，张琳开始发表作品。
1982年，张琳加入中国作家协会。

## 作品
- 《朴八阳诗选》（朴八阳）
- 《火炬》（崔荣化）
- 《青春的舞台》（池在龙）
- 《朝霞》（崔灵宝）
- 《红色宣传员》（赵白岭）
- 《白头山》（赵基天）
- 《白云缭绕的大地》（千世峰）
- 《圣火》（安东民）

## 奖项
- 2004年，中国翻译协会“资深翻译家”荣誉称号。[1]